# DC 확장 유니버스
DC 확장 유니버스(영어: DC Extended Universe DC 익스텐디드 유니버스[*], DCEU)는 DC 코믹스에 등장하는 캐릭터를 주인공으로 한 슈퍼히어로 영화의 가상 세계의 비공식적 명칭이다.
슈퍼맨 영화 시리즈를 리부트한 《맨 오브 스틸》(2013)로 시작했으며, 이어서 《배트맨 대 슈퍼맨: 저스티스의 시작》(2016), 《수어사이드 스쿼드》(2016), 《원더우먼》(2017), 《저스티스 리그》(2017), 《아쿠아맨》(2018)이 개봉했다.
이 명칭이 만들어진 2015년 중반까지는 2008년부터 시작된 마블 코믹스의 마블 시네마틱 유니버스를 모방하여 팬들과 언론에서 DC 시네마틱 유니버스(DC Cinematic Universe)라고 불리기도 했다.
2022년 제임스 건과 피터 사프란이 DC 필름스의 수장에 오른 후, 유니버스 리부트를 시도하면서 《아쿠아맨과 로스트 킹덤》을 끝으로 DCEU는 막을 내렸다.

## 캐릭터
| 캐릭터                     | 배우                            | 출연작품                                                                  |
| -------------------------- | ------------------------------- | ------------------------------------------------------------------------- |
| 슈퍼맨 / 클락 켄트 / 칼 엘 | 헨리 카빌                       | 맨 오브 스틸, 배트맨 대 슈퍼맨: 저스티스의 시작, 저스티스 리그            |
| 조드                       | 마이클 섀넌                     | 맨 오브 스틸, 배트맨 대 슈퍼맨: 저스티스의 시작                           |
| 조나단 켄트                | 케빈 코스트너                   | 맨 오브 스틸, 배트맨 대 슈퍼맨: 저스티스의 시작                           |
| 마사 켄트                  | 다이안 레인                     | 맨 오브 스틸, 배트맨 대 슈퍼맨: 저스티스의 시작                           |
| 스완윅                     | 해리 레닉스                     | 맨 오브 스틸, 배트맨 대 슈퍼맨: 저스티스의 시작                           |
| 로이스 레인                | 에이미 애담스                   | 맨 오브 스틸, 배트맨 대 슈퍼맨: 저스티스의 시작, 저스티스 리그            |
| 페리 화이트                | 로렌스 피시번                   | 맨 오브 스틸, 배트맨 대 슈퍼맨: 저스티스의 시작                           |
| 배트맨 / 브루스 웨인       | 벤 애플렉                       | 배트맨 대 슈퍼맨: 저스티스의 시작, 수어사이드 스쿼드, 저스티스 리그       |
| 알프레드 페니워스          | 제레미 아이언스                 | 배트맨 대 슈퍼맨: 저스티스의 시작, 저스티스 리그                          |
| 알렉산더 루터              | 제시 아이젠버그                 | 배트맨 대 슈퍼맨: 저스티스의 시작                                         |
| 원더우먼 / 다이아나 프린스 | 갈 가도트                       | 배트맨 대 슈퍼맨: 저스티스의 시작, 원더우먼, 저스티스 리그, 원더우먼 1984 |
| 플래시 / 배리 앨런         | 에즈라 밀러                     | 배트맨 대 슈퍼맨: 저스티스의 시작, 저스티스 리그                          |
| 아쿠아맨 / 아서 커리       | 제이슨 모모아                   | 배트맨 대 슈퍼맨: 저스티스의 시작, 아쿠아맨, 저스티스 리그                |
| 사이보그 / 빅터 스톤       | 레이 피셔                       | 배트맨 대 슈퍼맨: 저스티스의 시작, 저스티스 리그, 사이보그                |
| 조커                       | 자레드 레토                     | 수어사이드 스쿼드                                                         |
| 할리 퀸 / 할리 퀸절        | 마고 로비                       | 수어사이드 스쿼드, 버즈 오브 프레이                                       |
| 아만다 월러                | 비올라 데이비스                 | 수어사이드 스쿼드                                                         |
| 데드샷 / 플로이드 로턴     | 윌 스미스                       | 수어사이드 스쿼드                                                         |
| 릭 플래그                  | 조엘 킨나만                     | 수어사이드 스쿼드                                                         |
| 캡틴 부메랑                | 제이 코트니                     | 수어사이드 스쿼드                                                         |
| 엘 디아블로 / 차토 산타나  | 제이 헤르난데즈                 | 수어사이드 스쿼드                                                         |
| 킬러 크록 / 웨일런 존스    | 애디왈레이 애키누에이아그바제이 | 수어사이드 스쿼드                                                         |
| 인챈트리스 / 준 문         | 카라 델러빈                     | 수어사이드 스쿼드                                                         |
| 스티브 트레버              | 크리스 파인                     | 배트맨 대 슈퍼맨: 저스티스의 시작, 원더우먼, 원더우먼 1984                |
| 짐 고든                    | J.K. 시몬스                     | 저스티스 리그                                                             |
| 메라                       | 엠버 허드                       | 저스티스 리그, 아쿠아맨                                                   |
| 샤잠 / 빌리 뱃슨           | 재커리 리바이, 애셔 에인절      | 샤잠!                                                                     |
| 프레디 프리먼              | 애덤 브로디, 잭 딜런 그레이저   | 샤잠!                                                                     |
| 메리 브롬필드              | 미셸 보스, 그레이스 풀턴        | 샤잠!                                                                     |
| 달라 더들리                | 메건 굿, 페이스 허먼            | 샤잠!                                                                     |
| 유진 최                    | 로즈 버틀러, 이언 천            | 샤잠!                                                                     |
| 페드로 페냐                | D. J. 코트로나, 조반 아르만드   | 샤잠!                                                                     |
| 디나 랜스                  | 저니 스몰렛벨                   | 버즈 오브 프레이                                                          |
| 헌트리스 / 헬레나 버티넬리 | 메리 엘리자베스 윈스티드        | 버즈 오브 프레이                                                          |

## 영화
| 영화                                     | 개봉일                            | 감독                | 각본                                         | 스토리                                                                     | 제작                                                                        | 상태 |
| ---------------------------------------- | --------------------------------- | ------------------- | -------------------------------------------- | -------------------------------------------------------------------------- | --------------------------------------------------------------------------- | ---- |
| 맨 오브 스틸                             | 2013년 6월 13일 2013년 6월 14일   | 잭 스나이더         | 데이비드 S. 고이어                           | 데이비드 S. 고이어, 크리스토퍼 놀런                                        | 크리스토퍼 놀런, 에마 토머스 데버러 스나이더, 찰스 로븐                     | 개봉 |
| 배트맨 대 슈퍼맨: 저스티스의 시작        | 2016년 3월 24일 2016년 3월 25일   | 잭 스나이더         | 크리스 테리오, 데이비드 S. 고이어            | 크리스 테리오, 데이비드 S. 고이어                                          | 데버러 스나이더, 찰스 로븐                                                  | 개봉 |
| 수어사이드 스쿼드                        | 2016년 8월 3일 2016년 8월 5일     | 데이비드 에이어     | 데이비드 에이어                              | 데이비드 에이어                                                            | 찰스 로븐, 리처드 서클                                                      | 개봉 |
| 원더우먼                                 | 2017년 5월 31일 2017년 6월 2일    | 패티 젱킨스         | 앨런 하인버그, 제프 존스 & 패티 젱킨스       | 잭 스나이더 & 앨런 하인버그                                                | 찰스 로븐, 잭 스나이더 데버러 스나이더, 리처드 서클                         | 개봉 |
| 저스티스 리그                            | 2017년 11월 15일 2017년 11월 17일 | 잭 스나이더         | 크리스 테리오, 조스 휘던                     | 잭 스나이더 & 크리스 테리오                                                | 찰스 로븐, 데버러 스나이더 제프 존스, 존 버그                               | 개봉 |
| 아쿠아맨                                 | 2018년 12월 19일 2018년 12월 21일 | 제임스 완           | 데이빗 존슨, 윌 빌                           | 제임스 완 & 제프 존스, 윌 빌                                               | 피터 사프란, 롭 코완                                                        | 개봉 |
| 샤잠!                                    | 2019년 4월 3일 2019년 4월 5일     | 다비드 F. 산드베리  | 헨리 게이든                                  | 헨리 게이든, 대런 렘크                                                     | 피터 사프란                                                                 | 개봉 |
| 버즈 오브 프레이 (할리 퀸의 황홀한 해방) | 2020년 2월 5일 2020년 2월 7일     | 케티 얀             | 크리스티나 허드슨                            | 크리스티나 허드슨                                                          | 마고 로비, 수 클롤, 브라이언 언켈리스                                       | 개봉 |
| 원더우먼 1984                            | 2020년 12월 23일 2020년 12월 25일 | 패티 젱킨스         | 데이빗 칼라햄, 제프 존스 & 패티 젱킨스       | 제프 존스 & 패티 젱킨스                                                    | 찰스 로븐, 데버러 스나이더, 잭 스나이더 패티 젱킨스, 스테판 존스, 갈 가도트 | 개봉 |
| 잭 스나이더의 저스티스 리그              | 2021년 3월 18일                   | 잭 스나이더         | 크리스 테리오                                | 크리스 테리오 & 잭 스나이더, 윌 빌                                         | 찰스 로븐, 데버러 스나이더                                                  | 개봉 |
| 더 수어사이드 스쿼드                     | 2021년 8월 4일 2021년 8월 5일     | 제임스 건           | 제임스 건                                    | 제임스 건                                                                  | 찰스 로븐, 피터 사프란                                                      | 개봉 |
| 블랙 아담                                | 2022년 10월 19일 2022년 10월 21일 | 자우메 코예트세라   | 애덤 스치키엘, 로리 헤인즈 & 소랍 노시르바니 | 애덤 스치키엘, 로리 헤인즈 & 소랍 노시르바니                               | 뷰 플린, 하이람 가르시아, 드웨인 존슨, 대니 가르시아                        | 개봉 |
| 샤잠! 신들의 분노                        | 2023년 3월 15일 2023년 3월 17일   | 다비드 F. 산드베리  | 헨리 게이든, 크리스 모건                     | 헨리 게이든, 크리스 모건                                                   | 피터 사프란                                                                 | 개봉 |
| 플래시                                   | 2023년 6월 14일 2023년 6월 16일   | 안드레스 무스키에티 | 크리스티나 허드슨                            | 존 프랜시스 데일리 & 조너선 골드스타인, 조비 해럴드                        | 바르바라 무스키에티, 마이클 디스코                                          | 개봉 |
| 블루 비틀                                | 2023년 8월 18일                   | 앙헬 마누엘 소토    | 가레스 던넷 알코서                           | 가레스 던넷 알코서                                                         | 존 리카드, 제브 포어맨                                                      | 개봉 |
| 아쿠아맨과 로스트 킹덤                   | 2023년 12월 20일 2023년 12월 22일 | 제임스 완           | 데이비드 레슬리 존슨맥골드릭                 | 제임스 완 & 데이비드 레슬리 존슨맥골드릭, 제이슨 모모아 & 토머스 파 시베트 | 피터 사프란, 제임스 완, 롭 코완                                             | 개봉 |

## 같이 보기
- 크라이시스 온 인피닛 어스
- 멀티버스 (DC 코믹스)